# 나카지마 하루야스
나카지마 하루야스(일본어: 中島 治康, 1909년 6월 28일 ~ 1987년 4월 21일)는 일본의 전 프로 야구 선수이자 야구 지도자이다.

## 인물
마쓰모토 상업학교(현재의 마쓰쇼가쿠엔 고등학교) 재학 시절 팀의 에이스 투수로 학교를 1928년 제14회 전국 중등 학교 우승 야구 대회에서 우승시켰다. 이 우승은 현재까지 나가노 현의 유일한 여름 대회 우승 기록이기도 하다. 이후 와세다 대학에서는 야수로 전향, 도쿄 6대학 리그에서 통산 18경기 출전에 홈런없이 49타수 12안타, 타율 2할 4푼 5리, 4타점을 기록했다. 이후 후지쿠라 전선을 거쳐 1934년에 대일본도쿄야구클럽에 입단하였다.
1936년부터 주전으로 활약했으며 뛰어난 타격과 강한 어깨를 가진 외야수로서 이름을 알렸다. 1938년 추계 시즌에서는 타율 3할 6푼 1리, 10홈런, 38타점으로 일본 프로 야구 역사상 최초의 트리플 크라운을 거머쥐게 되었다. 하지만 당시에는 트리플 크라운의 개념이 없어 1965년에 노무라 가쓰야가 트리플 크라운을 달성하자 1938년에 나카지마가 달성한 기록의 처리를 두고 문제가 생겼다. 왜냐하면 당시에는 춘계와 추계로 나누어 시즌을 진행했기 때문에 이를 나누어 계산해야 하는지, 아니면 춘·추계의 기록을 합쳐 계산해야 하는지 명료한 판단이 서지 않았기 때문이다. 이후 커미셔너인 우치무라 유시가 춘·추계가 각기 독립적인 시즌이라고 제정한 후에 1938년의 기록이 최초의 트리플 크라운으로 인정받게 되었다. 이후 1943년에는 감독을 겸임하기도 했으며 1944년에 감독을 퇴임했다가 1946년 시즌 도중에 겸임 감독으로 복귀했으며 이듬해 개막전 이후 팀의 부진을 이유로 감독직을 사임했다.
1950년에 다이요 웨일스로 이적, 1951년에 겸임 감독이 되었지만 또 다시 부진을 이유로 도중에 교체되었다. 동년의 시즌을 마지막으로 현역에서 은퇴하였다. 이후 프로 야구계와는 인연을 끊고 요미우리 신문 운동부에 등록한 후 도쿄 6대학 리그와 고교 야구 관전을 하며 아마추어 야구 이론과 관련해 건필을 휘둘렀다.
보기 드문 파워와 나쁜 공을 잘 쳐냈으며, 원바운드 된 투구를 쳐내 스탠드를 맞추는 홈런을 기록했다는 전설이 남아있다(이것은 본인이 부인했으며, 실제로는 중전 안타를 기록했다고 한다). 또한 강한 어깨를 바탕으로 팀을 몇 번이나 위기에서 구해냈다. 1940년 5월 24일 도쿄 세네터스 전에서는 4회에 홈런, 5회에 2루타, 7회에 3루타를 기록하며 단타 하나를 추가할 경우 일본 프로 야구 최초의 사이클링 히트를 기록할 뻔 했으나 다음 타석에서 2루타를 쳐 기록이 무산되었다.
1963년 일본 야구 명예의 전당에 입성했다. 가와카미파와 나가시마파의 대립이 격화된 1980년대에는 그 둘을 능가하는 존재가 필요하다고 생각했던 치바 시게루에 의해 자이언츠 OB회의 회장으로 추대되었고 회장직은 1982년에서 1984년까지 역임했다.
1987년 4월 21일에 급성 심부전증으로 사망했다.

## 상세 정보

### 출신 학교
- 마쓰모토 상업학교(현재의 마쓰쇼가쿠엔 고등학교)
- 와세다 대학

### 선수 경력
사회인 시대
- 후지쿠라 전선

프로팀 경력
- 도쿄 교진군·요미우리 자이언츠(1934년 ~ 1943년, 1946년 ~ 1949년)
- 다이요 웨일스(1950년 ~ 1951년)

### 지도자 경력
- 도쿄 교진군·요미우리 자이언츠 감독(1943년, 1946년 ~ 1947년, 1949년)
- 다이요 웨일스 감독(1951년)

### 수상·타이틀 경력

#### 타이틀
- 수위 타자 : 2회(1938년 춘계, 1938년 추계)
- 홈런왕 : 2회(1937년 춘계, 1938년 추계)
- 타점왕 : 4회(1937년 추계, 1938년 추계, 1940년, 1942년)
- 최다 안타(당시는 타이틀은 아님) : 3회(1938년 춘계, 1938년 추계, 1942년) ※1994년부터 타이틀로 제정됨

#### 수상
- MVP : 1회(1938년 추계)
- 베스트 나인 : 1회(1940년)
- 일본 야구 명예의 전당 헌액자(1963년)

### 개인 기록
- 타격 부문 3관왕 : 1회(1938년 추계) ※일본 프로 야구 사상 최초
- 5경기 연속 홈런(1938년 10월 11일 ~ 10월 22일)

### 등번호
- 3(1936년 ~ 1942년)
- 30(1943년, 1946년 ~ 1951년)

### 연도별 타격 성적
| 연 도            | 소 속                | 경 기 | 타 석 | 타 수 | 득 점 | 안 타 | 2 루 타 | 3 루 타 | 홈 런 | 루 타 | 타 점 | 도 루 | 도 루 자 | 희 생 번 | 희 생 플 | 볼 넷 | 고 4 | 사 구 | 삼 진 | 병 살 타 | 타 율 | 출 루 율 | 장 타 율 | O P S |
| ---------------- | -------------------- | ----- | ----- | ----- | ----- | ----- | ------- | ------- | ----- | ----- | ----- | ----- | -------- | -------- | -------- | ----- | ---- | ----- | ----- | -------- | ----- | -------- | -------- | ----- |
| 1936년 춘계·하계 | 도쿄 교진군 요미우리 | 7     | 32    | 31    | 6     | 9     | 3       | 0       | 1     | 15    | 6     | 3     | --       | 0        | --       | 1     | --   | 0     | 1     | --       | .290  | .313     | .484     | .796  |
| 1936년 추계      | 도쿄 교진군 요미우리 | 19    | 78    | 70    | 11    | 18    | 5       | 2       | 0     | 27    | 8     | 6     | --       | 1        | --       | 6     | --   | 1     | 6     | --       | .257  | .325     | .386     | .710  |
| 1937년 춘계      | 도쿄 교진군 요미우리 | 56    | 251   | 221   | 32    | 63    | 10      | 5       | 4     | 95    | 30    | 18    | --       | 3        | --       | 27    | --   | 0     | 8     | --       | .285  | .363     | .430     | .793  |
| 1937년 추계      | 도쿄 교진군 요미우리 | 40    | 176   | 166   | 22    | 49    | 4       | 3       | 5     | 74    | 37    | 9     | --       | 1        | --       | 9     | --   | 0     | 9     | --       | .295  | .331     | .446     | .777  |
| 1938년 춘계      | 도쿄 교진군 요미우리 | 35    | 158   | 145   | 19    | 50    | 7       | 1       | 1     | 62    | 25    | 2     | --       | 1        | --       | 11    | --   | 1     | 10    | --       | .345  | .395     | .428     | .822  |
| 1938년 추계      | 도쿄 교진군 요미우리 | 38    | 173   | 155   | 30    | 56    | 7       | 2       | 10    | 97    | 38    | 3     | --       | 0        | --       | 18    | --   | 0     | 6     | --       | .361  | .428     | .626     | 1.054 |
| 1939년           | 도쿄 교진군 요미우리 | 96    | 429   | 396   | 57    | 110   | 22      | 8       | 6     | 166   | 58    | 15    | --       | 0        | 5        | 28    | --   | 0     | 29    | --       | .278  | .325     | .419     | .745  |
| 1940년           | 도쿄 교진군 요미우리 | 103   | 444   | 402   | 43    | 106   | 24      | 6       | 4     | 154   | 67    | 9     | --       | 2        | 4        | 35    | --   | 0     | 28    | --       | .264  | .323     | .383     | .706  |
| 1941년           | 도쿄 교진군 요미우리 | 85    | 379   | 341   | 36    | 87    | 13      | 4       | 3     | 117   | 39    | 5     | --       | 3        | --       | 34    | --   | 1     | 19    | --       | .255  | .324     | .343     | .668  |
| 1942년           | 도쿄 교진군 요미우리 | 105   | 462   | 426   | 57    | 111   | 15      | 4       | 7     | 155   | 60    | 12    | 5        | 1        | --       | 33    | --   | 2     | 20    | --       | .261  | .317     | .364     | .681  |
| 1943년           | 도쿄 교진군 요미우리 | 75    | 299   | 272   | 19    | 54    | 8       | 2       | 3     | 75    | 32    | 12    | 3        | 3        | --       | 23    | --   | 1     | 19    | --       | .199  | .264     | .276     | .539  |
| 1946년           | 도쿄 교진군 요미우리 | 58    | 231   | 217   | 25    | 59    | 7       | 5       | 0     | 76    | 34    | 5     | 4        | 0        | --       | 14    | --   | 0     | 16    | --       | .272  | .316     | .350     | .666  |
| 1947년           | 도쿄 교진군 요미우리 | 44    | 124   | 117   | 5     | 23    | 4       | 1       | 0     | 29    | 4     | 3     | 2        | 0        | --       | 7     | --   | 0     | 4     | --       | .197  | .242     | .248     | .490  |
| 1948년           | 도쿄 교진군 요미우리 | 49    | 160   | 152   | 11    | 37    | 8       | 1       | 4     | 59    | 20    | 0     | 0        | 3        | --       | 5     | --   | 0     | 11    | --       | .243  | .268     | .388     | .656  |
| 1949년           | 도쿄 교진군 요미우리 | 18    | 43    | 40    | 2     | 7     | 1       | 0       | 1     | 11    | 5     | 1     | 0        | 0        | --       | 3     | --   | 0     | 4     | --       | .175  | .233     | .275     | .508  |
| 1950년           | 다이요               | 15    | 48    | 47    | 3     | 15    | 3       | 0       | 3     | 27    | 12    | 0     | 1        | 0        | --       | 1     | --   | 0     | 4     | 3        | .319  | .333     | .574     | .908  |
| 1951년           | 다이요               | 28    | 105   | 98    | 16    | 35    | 5       | 0       | 5     | 55    | 18    | 0     | 1        | 1        | --       | 5     | --   | 1     | 13    | 3        | .357  | .394     | .561     | .955  |
| 통산 : 14년      | 통산 : 14년          | 871   | 3592  | 3296  | 397   | 889   | 146     | 44      | 57    | 1294  | 493   | 103   | 16       | 19       | 9        | 260   | --   | 7     | 207   | 6        | .270  | .324     | .393     | .717  |

- 굵은 글씨는 시즌 최고 성적.
- 도쿄 교진군은 1947년에 요미우리(요미우리 자이언츠)로 구단명을 변경.

### 감독으로서의 팀 성적
| 연도      | 소속                 | 순위      | 경기 | 승리 | 패전 | 무승부 | 승률 |
| --------- | -------------------- | --------- | ---- | ---- | ---- | ------ | ---- |
| 1943년    | 도쿄 교진군 요미우리 | 1위       | 84   | 54   | 27   | 3      | .667 |
| 1946년    | 도쿄 교진군 요미우리 | 2위       | 80   | 49   | 30   | 1      | .620 |
| 1947년    | 도쿄 교진군 요미우리 | 5위       | 29   | 10   | 19   | 0      | .345 |
| 1949년    | 도쿄 교진군 요미우리 | 1위       | 62   | 37   | 25   | 0      | .597 |
| 1951년    | 다이요               | 6위       | 47   | 19   | 26   | 2      | .422 |
| 통산: 5년 | 통산: 5년            | 통산: 5년 | 302  | 169  | 127  | 6      | .571 |

- 1946년에는 6월 13일부터 시즌 종료까지
- 1947년에는 개막 이후부터 6월 2일까지
- 1949년에는 4월 16일부터 7월 20일까지 미하라 오사무의 출장 정지에 의한 감독 대리
- 1951년에는 개막 이후부터 6월 30일까지